# Wielki Dział (Beskid Orawsko-Podhalański)
Wielki Dział (934 m) – jeden z najwyższych szczytów Pogórza Orawsko-Jordanowskiego (w regionalizacji fizycznogeograficznej Polski według Jerzego Kondrackiego zaliczany do Beskidu Orawsko-Podhalańskiego). Wznosi się na południowo-zachodnim krańcu wsi Harkabuz w województwie małopolskim, w powiecie nowotarskim w gminie Raba Wyżna. W północno-wschodnim kierunku opada z Wielkiego Działu krótki grzbiet oddzielający dwa źródłowe cieki potoku Jędraszcz (lub Jędrosz), który jest dopływem Podsarnianki płynącej przez Harkabuz, w kierunku południowo-zachodnim inny grzbiet zakończony wzniesieniem Patryji (893 m). Grzbiet ten opływają dwa dopływy potoku Podszklanki (Bukowińskiego Strumyka) płynącego przez Podszkle. Wszystkie te potoki i cały masyw Wielkiego Działu znajdują się w zlewisku Morza Czarnego.
Masyw Wielkiego Działu porasta las, ale na lotniczej mapie Geoportalu widać na jego grzbiecie i łagodniejszych stokach duże polany, obecnie część z nich jest zalesiona, lub samorzutnie zarasta lasem. To pozostałości dawnych pól uprawnych i pastwisk, których obecnie zaniechano już użytkować rolniczo z powodu nieopłacalności ekonomicznej. Przez Wielki Dział nie prowadzi żaden znakowany szlak turystyczny.